# منتخب تونغا لكرة القدم
منتخب تونغا لكرة القدم وهو المنتخب الوطني في تونغا ويديره اتحاد تونغا لكرة القدم . لم يسبق له التأهل إلى بطولة كأس العالم .

## وصلات خارجية
- قائمة بيانات المنتخب من الموقع الرسمي للفيفا باللغة العربية